# Bordeauxská církevní provincie

Církevní provincie Bordeaux na mapě Francie

Církevní provincie Bordeaux je římskokatolickou církevní provincií, ležící v regionu Akvitánie ve Francii. V čele provincie stojí arcibiskup–metropolita z Bordeaux. Provincie vznikla v průběhu 3. století, kdy byla založena arcidiecéze Bordeaux, jakožto metropolitní arcibiskupství. Současným metropolitou je arcibiskup Jean-Paul James.

## Historie
Provincie vznikla spolu se založením arcidiecéze v průběhu 3. století. Ve 3. století vznikla také diecéze Périgueux.

## Členění
Území provincie se člení na pět diecézí:
- Arcidiecéze Bordeaux, založena jako arcidiecéze ve 3. století
  - Diecéze Agen, založena ve 4. století
  - Diecéze Aire et Dax, založena v 5. století
  - Diecéze Bayonne, založena ve 4., nebo 6. století
  - Diecéze Périgueux, založena ve 3. století